# Cervelat

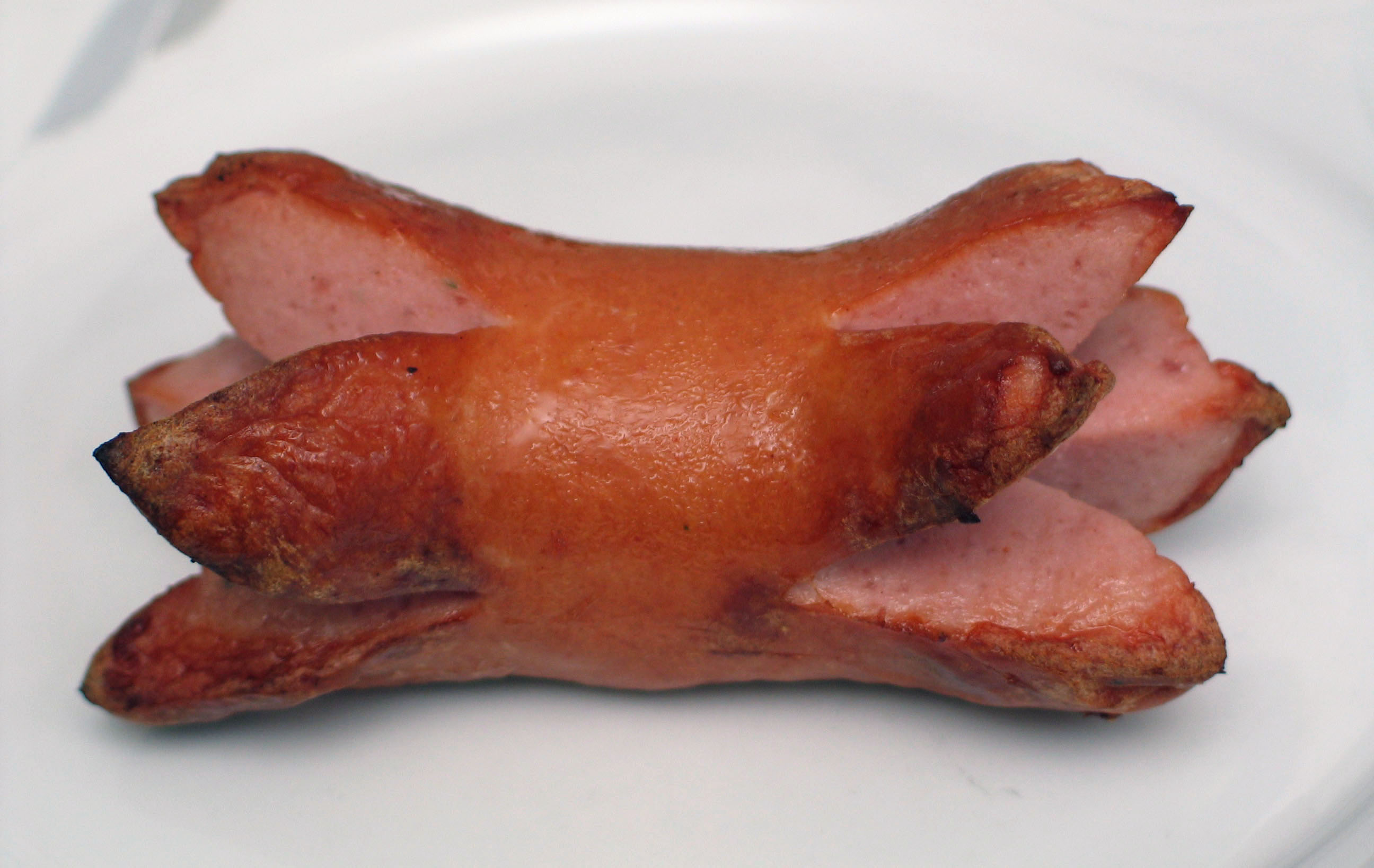
Cervelat rostida amb decoració especial: tallada en les puntes.

 Cervelat  (/z̥ɛrʋe ˌ la/, de l'italià  cervellata  i també del llatí  cerebellum , diminutiu és 'cervell') és una salsitxa (de tipus  Brühwurst ) típica de la cuina suïssa que es distingeix clarament de la versió alemanya coneguda al sud com  zervelatwurst . És coneguda de forma jocosa com «la  currywurst  dels suïssos».

## Composició i elaboració
La massa d'aquesta salsitxa es compon de a parts iguals de carn de vaca, carn de porc, cansalada i algunes espècies i sal. Encara que el seu nom indiqui en llatí que pugui contenir cervell, la veritat és que mai ha format part de la seva composició. Per a l'elaboració dels ingredients es piquen finament i s'emboteixen en un budell de vaca. Després d'aquest procés es posen a prop d'una hora entre 65 °C. fins a 70 °C. a coure i després es fumen.

## Servir
En algunes regions de Suïssa es coneixen com a Cervelat i fins i tot com Klopfer. Sota aquesta denominació es poden trobar com a especialitat en algunes parts del sud d'Alemanya.
La Cervelat es pot servir de diferents formes:
- Rostida en meitats
- Tallada a rodanxes i formant part d'una Wurstsalat (amanida d'embotits) o una amanida de formatges ( Wurstkäsesalats ) en aquest cas s'empra crua
- Crua amb pa (coneguda com a " Waldfest ")
- Rostida i tallada pels dos extrems
- Tallada a rodanxes i rostida